# David Noble (Entdecker)

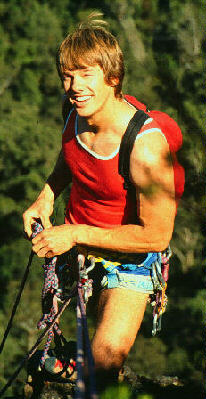
David Noble

David Noble (* 1965) ist ein Australier, der aufgrund seiner Entdeckung der Wollemie (Wollemia nobilis) im Wollemi-Nationalpark 1994 Berühmtheit erlangte.
Nobles Eltern, John und Olive Noble, emigrierten von England nach Australien, als David zwei Jahre alt war.
Noble erkundete eine Vielzahl schwer zugänglicher Stellen des Wollemi-Nationalparks; unter anderem erforschte er die Canyons im Park. Während er als „field officer“ beim National Parks and Wildlife Service (NSW) angestellt war, entdeckte er am 10. September 1994 die bis dahin nur aus Fossilienfunden bekannte Wollemie. Ihm zu Ehren wurde für die botanische Bezeichnung das Artepitheton nobilis gewählt.
Nach seiner spektakulären Entdeckung erwarb er den „Bachelor of Applied Science“ und wurde zum Ranger befördert. 